# Lagynodes ocellifer
Lagynodes ocellifer är en stekelart som beskrevs av Paul Dessart 1977. Lagynodes ocellifer ingår i släktet Lagynodes och familjen trefåresteklar. Inga underarter finns listade i Catalogue of Life.